# Salli
Salli je finská odborová organizace, která spojuje profesionální pracovníky v sexuálním průmyslu a poskytuje jim podporu. Finský originální název je Seksialan Liitto SALLI a doslovně se dá přeložit jako Sexuální federace.

## Historie
Organizace byla založena 17. listopadu 2002 ve Finsku.

## Název
Název Seksialan Liitto vznikl složením tří slov:
- Seksi znamená sex.
- Ala znamená společenství, nebo odvětví určité obchodní či podnikatelské činnosti.
- Liitto je unie.

## Cíle
Jejím hlavním cílem je řešit problémy sexuálního průmyslu a šířit informace o sexuálně přenosných nemocech. Na své webové stránce je Salli popisována spíše jako organizace na obranu lidských práv než odborová organizace. Dále samotná organizace uvádí, že její činnost se zaměřuje především na to, aby nebyla porušována lidská práva sexuálních pracovníků, především žen.